# Bar Torino
El Bar Torino fue un establecimiento hostelero situado en el paseo de Gracia n.º 18 de Barcelona, creado en 1902 y desaparecido en 1911. Destacó por su decoración de estilo modernista, dirigida por Ricard de Capmany y con la colaboración de los arquitectos Antoni Gaudí, Pedro Falqués y Josep Puig i Cadafalch.

## Historia

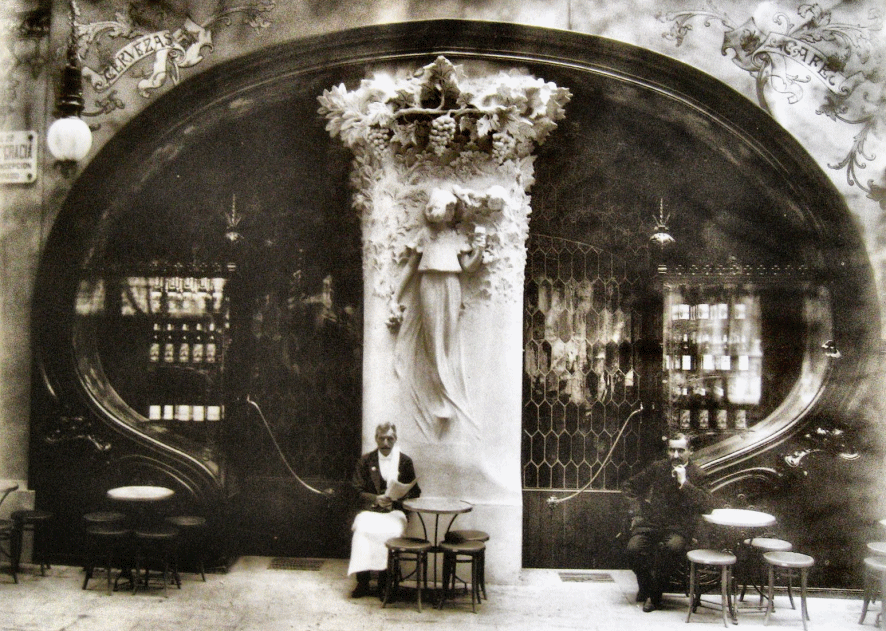
Entrada al bar.

El bar fue fundado por el italiano Flaminio Mezzalama, natural de Turín (en italiano: Torino), de ahí el nombre del establecimiento. Su intención era la de introducir en Barcelona el vermut Martini & Rossi. Fue inaugurado el 21 de septiembre de 1902 y, en su día, fue considerado el bar más lujoso de la ciudad. Tuvo una existencia efímera, ya que cerró en 1911. En su lugar se instaló la Joyería Roca, que desde 2009 es Joyería Tous.

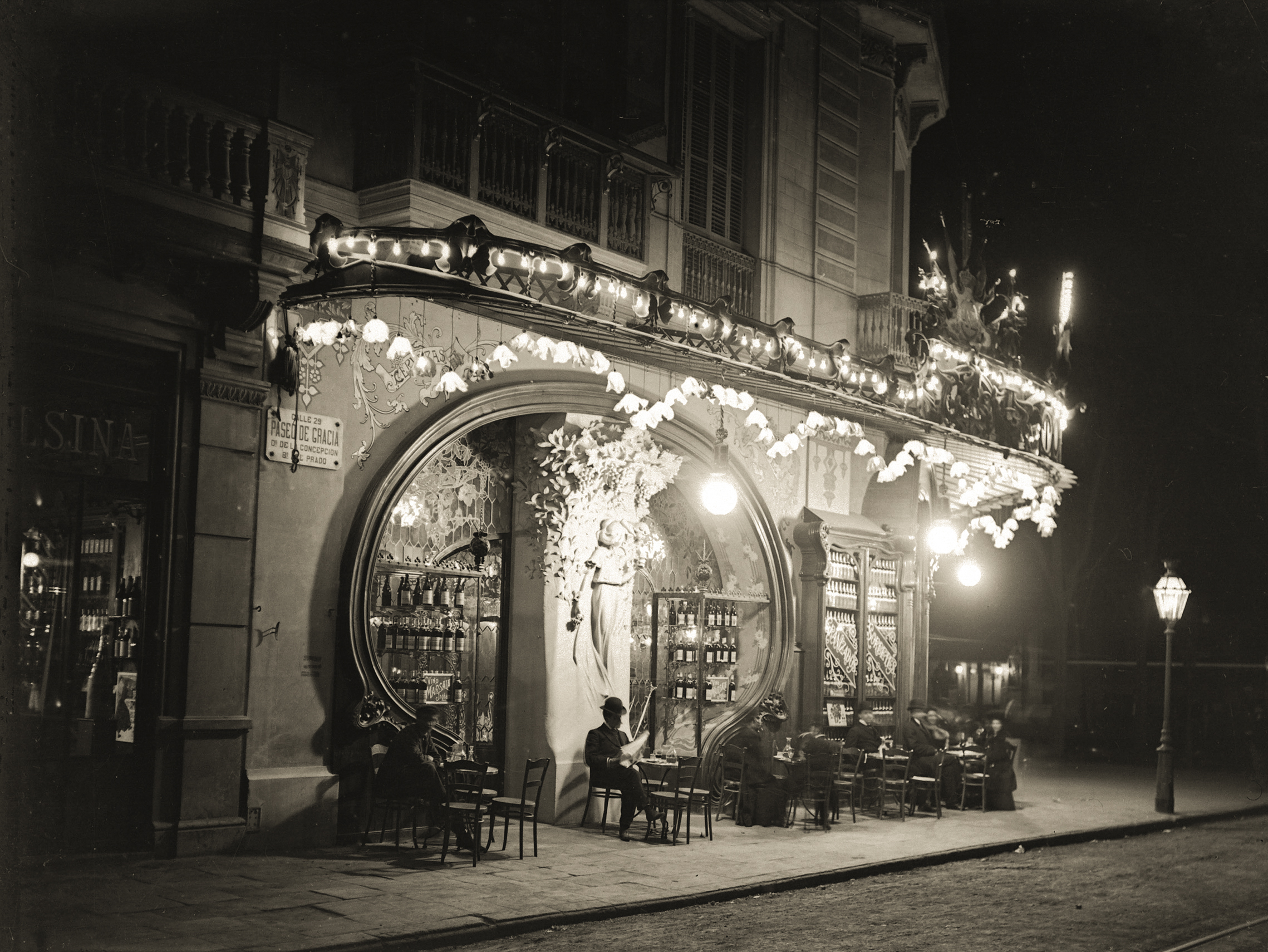
Fotografía nocturna de Josep Salvany (1905)

El local destacó especialmente por su decoración, realizada en estilo modernista bajo la planificación del decorador Ricard de Capmany, quien contó con la participación de algunos de los mejores arquitectos del momento: Antoni Gaudí, Pedro Falqués y Josep Puig i Cadafalch, quienes se encargaron del comedor, la marquesina y el techo, respectivamente. El grupo escultórico del mainel de la puerta representaba una mujer con una copa en la mano sobre la que un niño vertía vino, obra de Eusebi Arnau. También intervino el pintor Ricardo Urgell, autor de dos plafones con escenas de caza, además de unos frescos realizados por Emili Saumell Llavallol y Francesc García Escarré, así como un largo elenco de artistas y profesionales: las vidrieras emplomadas eran de Antoni Bordalba, la marquesina de Manuel Ballarín, los bronces y metales de Octavi Domènech y la fundición Hijos de Gaspar Quintana, los mosaicos de la Società Musiva Veneziana, las lámparas de Fratelli Tosso, la carpintería de A. Calonja e Hijos, el mobiliario de Michael Thonet y los tapices de Modesto Urgell.
Gaudí diseñó la ornamentación del llamado Salón Árabe, confeccionada con losetas de cartón prensado y barnizado que imitaban azulejos y mosaicos, fabricadas por Hermenegild Miralles, un impresor y editor para el que construyó el Portal Miralles.
En 1902 el bar recibió el Premio al mejor establecimiento comercial en el Concurso anual de edificios artísticos de la ciudad de Barcelona.